# Belgische wetgevende verkiezingen 1861
Op dinsdag 11 juni 1861 werden wetgevende verkiezingen gehouden in België. 58 van de 116 Kamerzetels werden herverkozen, namelijk die in de provincies Oost-Vlaanderen, Henegouwen, Luik en Limburg.
De politieke samenstelling van deze reeks (en van de gehele Kamer van volksvertegenwoordigers tussen haakjes) was als volgt:
| Partij      | Voor     | Na       | +/- |
| ----------- | -------- | -------- | --- |
| Katholieken | 19 (47)  | 22 (50)  | +3  |
| Liberalen   | 39 (69)  | 36 (66)  | -3  |
| Totaal      | 58 (116) | 58 (116) |     |

## Henegouwen
In het arrondissement Aat zijn de zittende liberalen Martin Jouret en Léopold Frison bij ballotage herverkozen.
In het arrondissement Bergen zijn de vijf zittende liberale volksvertegenwoordigers Hippolyte Lange, Henri de Brouckère, Hubert Dolez, Emile Laubry en Charles Carlier zonder tegenkandidaten herverkozen.
In het arrondissement Charleroi zijn de vier zittende volksvertegenwoordigers herverkozen: de katholiek Adolphe Dechamps en de liberalen Eudore Pirmez, Charles-Louis Lebeau en Gustave Sabatier.
In het arrondissement Doornik zijn de zittende liberalen Henri Julien Allard en Victor Savart herverkozen en twee nieuwe liberalen Louis Crombez en Louis Bacquin ter vervanging van de liberalen André Pirson en François Crombez.
In het arrondissement Thuin zijn de twee zittende liberale volksvertegenwoordigers Gustave van Leempoel de Nieuwmunster en Alexandre de Paul de Barchifontaine zonder tegenkandidaten herverkozen.
In het arrondissement Zinnik zijn de zittende liberalen Joseph Jouret en Henri Ansiau en de zittende katholiek Louis Faignart herverkozen.

## Oost-Vlaanderen

### Aalst (3 leden)
In het arrondissement Aalst kwamen 2608 kiezers opdagen. De liberalen wisten één zetel te winnen.
| Liberalen      | stemmen | Katholieken                                | stemmen |
| -------------- | ------- | ------------------------------------------ | ------- |
| Charles Cumont | 1338    | Jean De Naeyer (zittend)                   | 1379    |
| De Cock        | 1232    | Auguste De Portemont (zittend)             | 1287    |
| Van Oudenhove  | 1232    | Mathieu de Ruddere de te Lokeren (zittend) | 1254    |

Ballotage tussen De Ruddere en De Portemont gaf een meerderheid aan De Ruddere.

### Dendermonde (3 leden)
De zittende katholieke volksvertegenwoordigers Pierre de Decker, Charles Vermeire en François van den Broucke de Terbecq zijn zonder tegenkandidaten herverkozen.

### Gent (7 leden)
In het arrondissement Gent kwamen 5822 stemmers opdagen (op 6468 ingeschreven kiezers). De zittende volksvertegenwoordigers waren alle zeven liberaal; onder hen kwamen Camille Joseph De Bast en Adolphe-Henri Neyt niet meer op.
De uitslag was nipt en gaf een verdeelde verkiezing van beide partijen.
| Liberalen                           | stemmen | Katholieken                         | stemmen |
| ----------------------------------- | ------- | ----------------------------------- | ------- |
| Jules Vander Stichelen (zittend)    | 2952    | Eugène Coppens-Bove                 | 2954    |
| Ernest Vandenpeereboom (zittend)    | 2937    | Philippe Kervyn de Volkaersbeke     | 2950    |
| Edouard Jaequemyns (zittend)        | 2945    | Hippolyte Van de Woestyne           | 3071    |
| Charles Saeyman (zittend)           | 2843    | J.-B. de Ghellinck                  | 2848    |
| August de Maere-Limnander (zittend) | 2862    | Pierre de Baets                     | 3017    |
| Emile de Laveleye                   | 2752    | A. J. Daumerie                      | 2835    |
| Auguste Lippens                     | 2804    | Théophile Libbrecht-Van Naemen (fr) | 2826    |

### Oudenaarde (3)
1808 van de 2025 stemgerechtigden hebben een stem uitgebracht.
De katholieken Léon Victor Jean Thienpont, Théodore Van der Donckt en Yves Magherman zijn verkozen.

### Eeklo (1)
De katholiek Joseph Kervyn de Lettenhove is verkozen. Hij verslaat de liberale tegenkandidaat De Kerckhove.

### Sint-Niklaas (3)
De katholieken Theodoor Janssens, Stanislas Verwilghen en Isidore Van Overloop zijn herverkozen.

## Limburg
Arrondissement Hasselt: de katholieken Barthélémy de Theux de Meylandt en Charles de Pitteurs-Hiegaerts zijn herverkozen.
Arrondissement Maaseik: de katholiek Charles Vilain XIIII herverkozen zonder tegenkandidaat.
Arrondissement Tongeren: de liberaal Maximilien de Renesse en katholiek Louis Julliot zijn herverkozen.

## Luik
In alle arrondissementen zijn de zittende liberale leden zonder tegenkandidaat herverkozen:
- In Verviers: Pierre Grosfils-Gérard, Gérard Moreau en Victor David.
- In Borgworm: Emile De Lexhy
- In Hoei: François Dautrebande en Joseph Lebeau
- In Luik: Walthère Frère-Orban, Dieudonné Mouton, Charles Lesoinne, Emile de Bronckart, Clément Müller, Charles Grandgagnage en Frédéric Braconier

## Verkozenen
- Kamer van volksvertegenwoordigers (samenstelling 1861-1864)